# Palazzo del Comune (Reggio nell’Emilia)

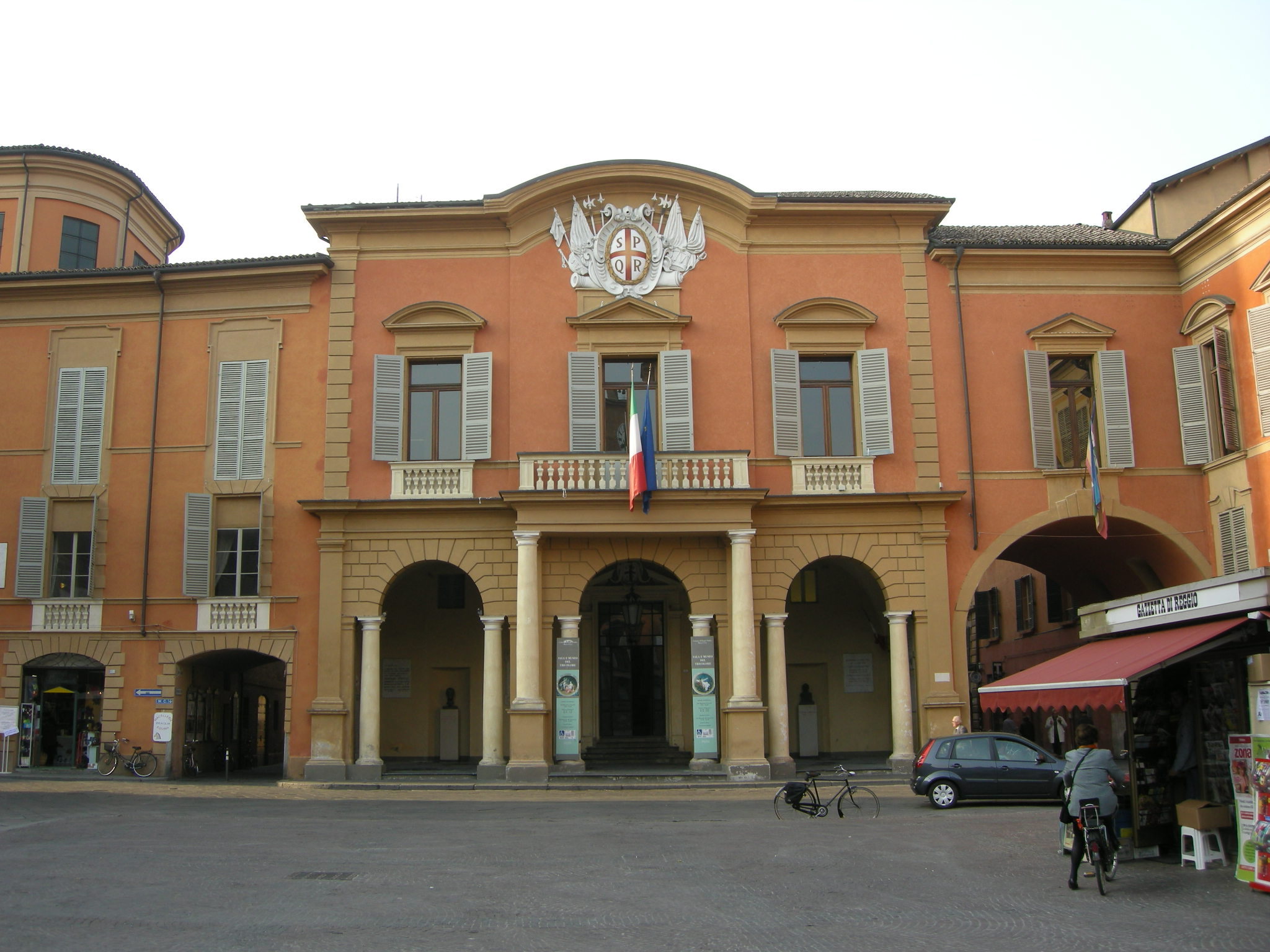
Palazzo Comunale in Reggio nell’Emilia

Der Palazzo del Comune, auch Palazzo Casotti, ist ein Palast aus dem 15. Jahrhundert im historischen Zentrum von Reggio nell’Emilia in der italienischen Region Emilia-Romagna. Er liegt an der Piazza Prampolini 1 in der Nähe des Domes und ist Sitz der Stadtverwaltung. Im Palast befindet sich der „Saal der Trikolore“, wo am 7. Januar 1797 die Flagge Italiens geschaffen wurde. Anschließend an diesen Saal liegt das „Trikolorenmuseum“.

## Geschichte

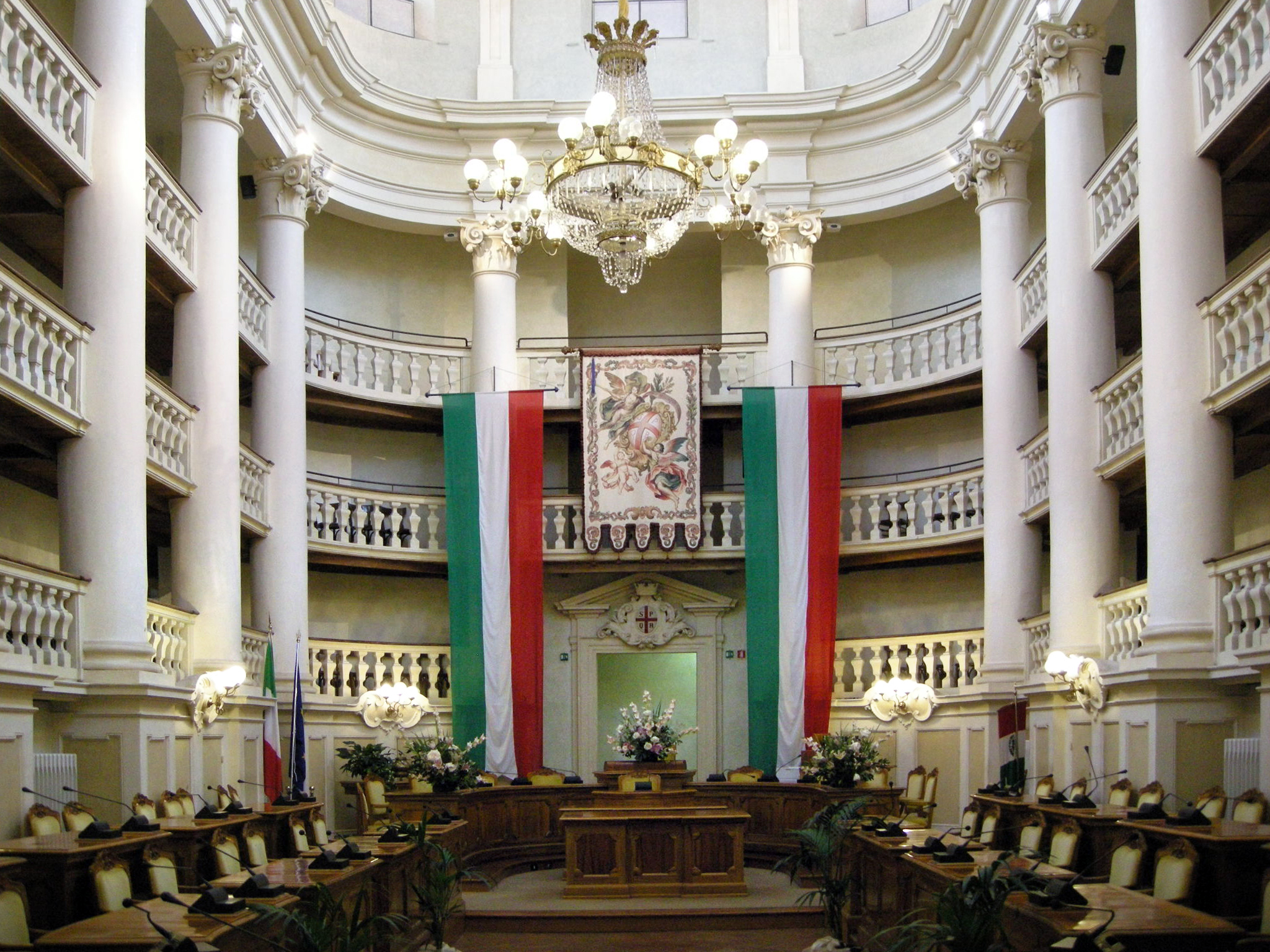
Saal der Trikolore

Der Palast wurde zwischen 1414 und 1417 erbaut. Anfänglich, 1434, diente der Saal als Versammlungssaal des Stadtrates von Reggio nell’Emilia. 1461 wurde er durch den Bau eines Flügels in Richtung der heutigen Via Farini und Via Croce Bianca erweitert. Dieser Teil des Gebäudes besaß auch eine äußere Loggia. In den folgenden Jahren wurde der Palast erneut erweitert, diesmal durch eine Aufstockung unter der Leitung von Antonio Casotti. Im Jahre 1583 projektierte und realisierte Prospero Pacchioni seinen kompletten Umbau. Die heute noch sichtbare Fassade des Gebäudes schuf 1774 Ludovico Bolognini.

## Beschreibung
Die Fassade ist durch einen breiten Laubengang mit drei Bögen gekennzeichnet, die durch jeweils ein Paar Pilaster gestützt werden. Knapp unter dem Gesims der Hauptfassade ist das Wappen der Stadt Reggio nell’Emilia angebracht. Einige Säle des Gebäudes sind mit Fresken aus dem 18. Jahrhundert dekoriert und Gemälde aus dem 19. Jahrhundert bereichern sie. Im Palazzo del Comune ist der „Trikolorensaal“ untergebracht, wo am 7. Januar 1797 die italienische Flagge geschaffen wurde. Das „Trikolorenmuseum“ findet man gleich anschließend.

### Trikolorensaal
Im modernen „Trikolorensaal“ war 1772–1785 das neue Stadtarchiv, das Ludovico Bolognini schuf, untergebracht. Später wurde er in den Kongresssaal der Cispadanischen Republik umgewandelt, zu der neben Reggio nell’Emilia auch Modena, Bologna und Ferrara gehörten. Dort wurde am 7. Januar 1797 vom Kongress die Annahme eines nationalen, rot-weiß-grünen Banners beschlossen, die so zur italienischen Nationalflagge wurde. Daher wurde der Saal danach in „Trikolorensaal“ umbenannt.